# ميكا كاوريسماكي

ميكا كاوريسماكي (بالفنلندية: Mika Kaurismäki) (و. 1955  م) هو كاتب سيناريو، ومنتج أفلام، ومخرج أفلام فنلندي.

## التعليم
تعلم في جامعة التلفاز والأفلام في ميونخ ‏.

## جوائز
حصل على جوائز منها:
- ميدالية طيلة فنلنديا لنيشان أسد فنلندا  [لغات أخرى]‏ (1994).

## وصلات خارجية
- ميكا كاوريسماكي على موقع IMDb (الإنجليزية)
- ميكا كاوريسماكي على موقع مونزينجر (الألمانية)
- ميكا كاوريسماكي على موقع قاعدة بيانات الأفلام العربية
- ميكا كاوريسماكي على موقع ألو سيني (الفرنسية)
- ميكا كاوريسماكي على موقع تيرنر كلاسيك موفيز (الإنجليزية)
- ميكا كاوريسماكي على موقع أول موفي (الإنجليزية)
- ميكا كاوريسماكي على موقع قاعدة بيانات الأفلام السويدية (السويدية)
- ميكا كاوريسماكي على موقع ديسكوغز (الإنجليزية)
- ميكا كاوريسماكي على موقع قاعدة بيانات الفيلم (الإنجليزية)
- ميكا كاوريسماكي على موقع كينوبويسك (الروسية)